# Гароафа (комуна)
Гароафа (рум. Garoafa) — комуна у повіті Вранча в Румунії. До складу комуни входять такі села (дані про населення за 2002 рік):
- Бізігешть (684 особи)
- Гароафа (853 особи) — адміністративний центр комуни
- Доага (275 осіб)
- Пречистану (182 особи)
- Рекітосу (416 осіб)
- Стрежеску (267 осіб)
- Феурей (673 особи)
- Чушля (1268 осіб)

Комуна розташована на відстані 173 км на північний схід від Бухареста, 9 км на північ від Фокшан, 75 км на північний захід від Галаца, 125 км на схід від Брашова.

## Населення
За даними перепису населення 2002 року у комуні проживали 4618 осіб, усі — румуни. Усі жителі комуни рідною мовою назвали румунську.
Склад населення комуни за віросповіданням:
| Релігія       | Кількість осіб | Відсоток |
| ------------- | -------------- | -------- |
| православні   | 4417           | 95,6%    |
| римо-католики | 150            | 3,2%     |
| адвентисти    | 26             | 0,6%     |
| старообрядці  | 15             | 0,3%     |
| лютерани      | 3              | 0,1%     |
| реформати     | 1              | < 0,1%   |
| п'ятдесятники | 1              | < 0,1%   |